# Olbram III. ze Škvorce
Olbram III. ze Škvorce (někdy též Volfram, † 1. května 1402) byl český katolický prelát, od roku 1396 čtvrtý arcibiskup pražský. Byl synovcem Jana z Jenštejna. V roce 1400 korunoval Žofii Bavorskou, druhou manželku Václava IV.

## Život
Narodil se vyšehradskému purkrabímu Olbramovi II. ze Škvorce a jeho manželce Kateřině z Jenštejna, sestře arcibiskupa Jana z Jenštejna.
V roce 1377 studoval na univerzitě v Padově práva, ale studií zanechal a věnoval se církevní dráze. V roce 1379 se stal členem Vyšehradské kapituly. Před jmenováním arcibiskupem byl kancléřem a důvěrníkem králova bratra Jana Zhořeleckého, což byl pravděpodobně jeden z důvodů, proč se jej král Václav IV. rozhodl papeži Bonifáci IX. doporučit jako nástupce Jana z Jenštejna.
V letech 1382–96 byl kanovníkem u sv. Víta v Praze a v letech 1389–96 proboštem u sv. Apolináře. V roce 1396 jej Jan z Jenštejna vysvětil na biskupa. Ve stejném roce získal obedienci z Neuměřicích a stal se také pražským arcibiskupem.
Na přelomu let 1397/98 se zúčastnil schůzky českého krále s francouzským králem. 15. března 1400 korunoval ve svatovítské katedrále Žofii Bavorskou na českou královnu. Na jaře téhož roku byl Jan Hus vysvěcen na jáhna a o dva měsíce později jej Olbram vysvětil na kněze.
Zemřel 1. května 1402 a pochován je v kapli sv. Jana Křtitele v katedrále sv. Víta.